# Винокуров, Николай Васильевич
Винокуров Николай Васильевич (23 мая 1910 — 20 ноября 1980) — советский политработник военно-морского флота, контр-адмирал (18 февраля 1958).

## Биография
Родился 23 мая 1910 г. в г. Сретенск Забайкальского казачьего войска Российской империи. По национальности русский.
Окончил 2 курса Московского технологического института рыбной промышленности. В 1932 году вступил в ВКП(б). С 15 мая 1934 г. в ВМФ политрук военно-строительного участка № 547 Морских сил Балтийского моря. С ноября 1934 г. старший инструктор политотдела участка военно-строительных работ № 526. С мая 1935 г. военком участка военно-строительных работ № 550. С февраля 1937 г. старший инструктор, а с июля 1938 г. начальник отделения политуправления Краснознаменного Балтийского флота. С ноября 1938 г. по июнь 1939 г. проходил обучение на Высших военно-политических курсах при политуправлении ВМФ СССР, после которых был назначен на должность начальника политотдела Управления строительства Краснознаменного Балтийского флота. С ноября 1939 г. военком 1-го особого строительного отдела Строительного управления народного комиссариата военно-морского флота СССР.
С сентября 1940 г. замполит Северного укреплённого сектора, а с июля 1941 г. военком Северного отдельного сектора береговой обороны Тихоокеанского флота. С июня 1942 г. военком Хасанского сектора береговой обороны Тихоокеанского флота. В связи с введением в октябре 1942 г. в Вооружённых силах СССР единоначалия и отменой института военных комиссаров в декабре 1942 г. переаттестован в звании подполковника и должности заместителя командира Хасанского сектора береговой обороны Тихоокеанского флота по политической части. С апреля 1944 г. начальник отдела кадров политуправления Тихоокеанского флота, участвовал в советско-японской войне.
С сентября 1947 г. по август 1948 г. учился на Высших военно-политических курсах ВМС СССР, после чего был назначен начальником организационно-инструкторского отдела политуправления Черноморского флота. В мае-июне 1951 г. старший инспектор Западного направления. С июня 1951 г. старший инспектор группы инспекторов по береговой обороне, ПВО и сухопутных частей, с августа 1952 г. заместитель начальника, а с мая 1953 г. инспектор по политическим органам Управления по проверке политических органов Главного политического управления Военно-морских сил СССР, старший инспектор Инспекции ВМС, ВВС и ПВО Управления праторганами главного политического управления Министерства обороны СССР. С марта 1956 г. заместитель начальника, а с сентября 1957 г. 1-й заместитель начальника политуправления Северного флота. С декабря 1959 г. начальник политотдела — заместитель по политической части начальника Высшего военно-морского училища им. М. В. Фрунзе. С марта 1961 г. в распоряжении ГПУ СА и ВМФ СССР.
С 8 июня 1961 г. в отставке. Умер 20 ноября 1980 г. в Ленинграде, похоронен на Смоленском православном кладбище.

## Воинские звания
- Подполковник — 1942[2]
- Капитан 1 ранга
- Контр-адмирал — 18.02.1958[1]

## Награды
Орден Красного Знамени (1954), Орден Отечественной войны I степени (1945), Орден Красной Звезды (1944, 1949), именным оружием (1960), Медаль «За боевые заслуги», Медаль «За победу над Германией в Великой Отечественной войне 1941—1945 гг.», Медаль «За победу над Японией».

## Семья
Сын Винокуров Александр Николаевич 1934 года рождения — военно-морской врач.